# Verbascum fallax
Verbascum fallax är en flenörtsväxtart som beskrevs av Josef Franz Freyn och Sint.. Verbascum fallax ingår i släktet kungsljus, och familjen flenörtsväxter. Inga underarter finns listade i Catalogue of Life.